# 重庆公交化列车
重庆公交化列车，全称重庆市利用既有铁路开行公交化列车，为中华人民共和国重庆市利用既有铁路开行的公交化列车项目，具有换乘便捷、票务设计合理等特点。这项服务于2018年获得中国铁路总公司和重庆市人民政府联合批复，同年7月1日首发。截至2020年，有重庆北-重庆西以及重庆北-复盛两条公交化列车线路。

## 规划
重庆市“公交化”列车最早于2015年开始规划。2018年1月，重庆市人民政府批复《重庆市“十三五”综合交通规划》，提出了利用铁路开行公交化列车；4月，中国铁路总公司联合重庆市政府批复《重庆市利用既有铁路开行公交化列车实施方案》。
据璧山区团委报道，2018年“重庆市域铁路与城市发展论坛”中提出了既有铁路开行公交化列车的计划；这项计划分两期实施，第一期内容包括计划开行范围“5线1区间”，计划最小开行间隔20分钟，以及逐步增加停靠的站点。该论坛亦有提出《重庆市利用铁路开行公交化列车的探索与思考》。

## 开行历史
2018年7月1日，来往重庆西站和重庆北站的公交化列车首次发出，初期开行1.5对/天。7月20日，列车增加至7.5对/天。8月5日，重庆西到重庆北增开一趟列车。9月20日，车次新增2对，达到日常9.5对/天，周末10对/天。2019年，增加至13对。2020年，重庆北至复盛的公交化列车首发，该公交化列车利用渝万城际铁路。

## 便捷换乘
根据《重庆晨报》记者的实地探访以及乘坐D6152次的体验，重庆西至重庆北公交化列车开行后，乘客只需通过“便捷换乘通道”进行换乘，直接进入候车厅，节约了出站、重新查验车票和重新安检的时间。乘客可以看见便捷换乘指示，花大约5分钟换乘，比之前节约24分钟。另外乘客也可以在便捷换乘区域内找到补票处和自动取票机，获取下一段旅程的车票。 

## 客运量
至2018年9月25日，重庆西-重庆北列车车次共发送旅客18.9万人次，其中重庆北与重庆西之间的换乘旅客达到11.9万人。最初，这些列车的上座率为18.9%，3个月后上座率增加了4%。

## 票务
重庆西到重庆北列车的票价为：一等座25元，二等座20元，比乘坐出租车要便宜。2019年，最低票价降为9元（K835/836次）。重庆北至复盛列车票价为10元/次。
乘客可以在重庆西站购买中铁银通卡刷卡乘车。铁路e卡通于2020年12月24日起在重庆北-重庆西列车上开通，2021年1月15日起在重庆北-复盛列车上开通。

## 未来发展
2019年，重庆交通局发布开行公交化列车预可行性研究招标公告，透露重庆利用既有铁路开行公交化列车项目总投资为30亿元，该招标公告要求投标人完成公交化列车规划方案编制，以及近期可能开行公交化列车的线路及站场的预可行性研究。2019年，成渝铁路改造工程正式动工；根据规划，在成渝铁路增建二线后，重庆至江津段将开行公交化列车。2020年，交通运输部下发交通强国意见，要求开行重庆至成渝经济圈公交化列车，推动形成铁路公交网。

## 时刻表
重庆西至重庆北的列车单程耗时近约20分钟，比出租车、“高铁快巴”和公交车都要省时，而且避免了交通堵塞的烦恼。
| 车次  | 出发时刻 | 到达时刻 | 运行时间（分钟） |
| ----- | -------- | -------- | ---------------- |
| D6141 | 7:19     | 7:45     | 26               |
| D6187 | 08:18    | 08:42    | 24               |
| D6151 | 10:29    | 10:53    | 24               |
| D6153 | 12:08    | 12:32    | 24               |
| D6155 | 13:27    | 13:51    | 24               |
| D6157 | 14:56    | 15:20    | 24               |
| D6159 | 16:16    | 16:40    | 24               |
| D1883 | 16:50    | 17:14    | 24               |
| D6161 | 17:53    | 18:17    | 24               |
| D6163 | 19:13    | 19:37    | 24               |
| K835  | 20:22    | 20:54    | 32               |
| D6167 | 22:21    | 22:45    | 24               |

| 车次  | 出发时刻 | 到达时刻 | 运行时间（分钟） |
| ----- | -------- | -------- | ---------------- |
| D6142 | 8:05     | 8:28     | 23               |
| D6152 | 9:37     | 10:00    | 23               |
| D6154 | 11:29    | 11:52    | 23               |
| D6156 | 12:49    | 13:12    | 23               |
| D1884 | 13:57    | 14:21    | 24               |
| D6158 | 14:18    | 14:41    | 23               |
| D6160 | 15:36    | 15:59    | 23               |
| D6162 | 16:54    | 17:17    | 23               |
| D6164 | 18:30    | 18:53    | 23               |
| K836  | 18:41    | 19:12    | 31               |
| D6166 | 19:52    | 20:15    | 23               |
| D6188 | 21:21    | 21:44    | 23               |
| D6168 | 21:33    | 21:56    | 23               |

| 车次  | 出发时刻 | 到达时刻 | 运行时间（分钟） |
| ----- | -------- | -------- | ---------------- |
| C6402 | 7:07     | 7:22     | 15               |
| C6404 | 8:01     | 8:16     | 15               |
| C6412 | 11:13    | 11:28    | 15               |
| C6420 | 14:50    | 15:05    | 15               |
| G8716 | 16:34    | 16:49    | 15               |

| 车次  | 出发时刻 | 到达时刻 | 运行时间（分钟） |
| ----- | -------- | -------- | ---------------- |
| C6403 | 09:59    | 10:14    | 15               |
| C6411 | 12:54    | 13:10    | 16               |
| C6413 | 14:00    | 14:15    | 15               |
| C6421 | 17:30    | 17:45    | 15               |
| C6427 | 18:50    | 19:05    | 15               |